# Storie macabre
Storie macabre è un'antologia di racconti a sfondo horror dello scrittore francese Gaston Leroux, curata nel 1995 da Gianni Pilo e Sebastiano Fusco.

## Titoli
- Una storia terribile (Le dîner des bustes, 1925)
- Il mistero dei quattro mariti (Not'Olymp, 1929)
- La locanda del terrore (L'auberge épouvantable, 1929)
- La donna con il collare di velluto (La femme au collier de velours, 1929)
- Scritto in lettere di fuoco (L'homme qui a vu le diable, 1908)
- Il museo delle cere (Le cœur cambriolé, 1920)

## Edizioni
- a cura di Gianni Pilo - e Sebastiano Fusco, Storie macabre, traduzione di Gianni Pilo, collana Tascabili Economici Newton - 100 pagine 1000 lire n. 222, Newton, 1995,  p. 95, ISBN 88-7983-943-8.